# Sciovinismo femminile
Lo sciovinismo femminile  (o donnismo) è la convinzione che le donne siano moralmente superiori agli uomini ed è considerata generalmente un'ideologia antifemminista praticata da alcune donne che si professano femministe.

## Descrizione
Il termine è stato adottato dai critici di alcuni tipi o aspetti del femminismo, in particolare del femminismo radicale; la femminista della seconda ondata Betty Friedan è un esempio notevole ad aver utilizzato il termine.
Ariel Levy ha usato il termine in un senso simile, ma opposto nel suo libro, Female Chauvinist Pigs, in cui sostiene che molte giovani donne negli Stati Uniti e oltre stanno replicando lo sciovinismo maschile e gli stereotipi misogini di lunga data.
Karen Salmansohn ha descritto ciò che le donne scioviniste credono in Psychology Today: "le donne scioviniste credono che gli uomini non possano essere abbastanza evoluti emotivamente da voler crescere, comunicare dal cuore, empatizzare e convalidare le [loro] partner femminili".